# Улзийтийн Бадрах
Улзийтийн Бадрах (монг. Өлзийтийн Бадрах, 1895—1941) — государственный и политический деятель МНР, секретарь Центрального Комитета Монгольской народно-революционной партии.

## Биография
Родился в 1895 году во Внешней Монголии, в Зоригту-ханском хошуне Дербет-далай-ханского аймака (ныне сомон Давст Убсунурского аймака).
В 1924—1925 — министр финансов, член Малого Государственного Хурала, с марта 1925 по июнь 1932 — член Президиума ЦК МНРП. В период с 11 декабря 1928 по 30 января 1932 занимал пост секретаря ЦК Монгольской Народной Революционной партии. С июля 1932 по май 1934 — министр здравоохранения, выслан в 1934 году в СССР. Проживал в Москве вместе с женой Самбуу и сыном Бадрахыном Сумхуу. Работал в Коминтерне, редактором в издательстве "Иностранный рабочий".    
Арестован НКВД в 1937 году по обвинению в создании контрреволюционной панмонгольской организации и руководством восстания кулаков и лам в Хобдосском аймаке в 1929 году. Расстрелян по постановлению Военной коллегии Верховного суда СССР 30 июля 1941 года на полигоне «Коммунарка» под Москвой. Реабилитирован тем же судебным органом в декабре 1956 года.